# Aviendha
Aviendha is een personage uit de fantasy-boekencyclus Het Rad des Tijds, geschreven door Robert Jordan.
Ze is bloedmooi met blauw-groene ogen en kort haar met een rode schijn. Ze is een Speervrouw van de Negendalensibbe van de Taardad Aiel. Maar doordat ze de Ene Kracht kan geleiden, wordt ze opgeroepen om Wijze te worden. Ze is, samen met Elayne Trakand, een van de voorspelde vrouwen waar Min die Rhand Altor moeten delen.

## Samenvatting van Aviendha's avonturen

### De Herrezen Draak
Aviendha is een van de Aiel die over de Drakenmuur kwam om Hij Die Komt met de Dageraad te zoeken. De voorspelde leider van alle Aielstammen. Hij zou de Aielstammen over de Drakenmuur leiden. Ze vindt hem in de Steen van Tyr en helpt hem samen met de andere Aiel de Steen in te nemen.

### De Komst van de Schaduw
Aviendha sluit vriendschap met Egwene Alveren, Nynaeve Almaeren en Elayne Trakand. Vooral met Nynaeve en Elayne groeit een hechte vriendschap, waardoor zij ook de verborgen liefde te weten komt die Elayne koestert tegenover Rhand.
Wanneer Nynaeve en Elayne naar Tanchico vertrekken, maakt ze de belofte om op Rhand te passen als de Aiel Rhand mee terug naar de Aielwoestenij nemen.
Ondertussen wordt Aviendha opgeroepen door de Wijzen omdat ze de Ene Kracht kan geleiden. Ze wordt verplicht om ook Wijze te worden. Haar eerste opdracht is om Rhand Altor de gebruiken en gewoontes bij te brengen over de Aiel.
In haar opleiding als Wijze betreedt ze ook de heilige stad Rhuidean

### Vuur uit de Hemel
Aviendha moet naast Rhand de Aielgebruiken aan te leren, hem ook nog spioneren voor de Wijzen.
Bij deze opdracht wordt zij echter verliefd op Rhand, een verliefdheid waaraan ze niet kan toegeven: ze heeft immers een gelofte gedaan tegenover Elayne om Rhand vrijgezel te houden tot wanneer Elayne terugkomt. Ze trekt met hem mee naar Cairhien en moet zelfs in dezelfde kamer slapen. Op een avond betrapt hij haar naakt en in een poging om weg te lopen, opent Aviendha een poort naar een andere wereld en zij vlucht weg in een storm. Rhand rent haar achterna, redt haar en vol van emotie bedrijven ze beiden de liefde. Naderhand kan Aviendha wel haar belofte tegenover Elayne hard maken en vermijd ze verdere fysische contacten met hem.

### Heer van Chaos
Rhand krijgt ook gevoelens voor Aviendha, maar hij vertrouwt haar steeds minder. Daarom stuurt hij haar met Mart Cauton mee om Elayne te gaan halen in Salidar zodat ze koningin van Andor en Cairhien kan worden. Zij en Nynaeve hebben echter andere taken. Ze moeten naar Ebo Dar om de Schaal der Winden te vinden. Mart en Aviendha gaan met hen mee om ze te beschermen.

### Een Kroon van Zwaarden
Er zijn aanwijzingen dat het Zeevolk meer weet over de Schaal der Winden. Hierdoor gaat Aviendha voor de eerste keer in haar leven aan boord op een schip. De volgende dag gaan Elayne en Nynaeve verder met de Kinsvrouwen en gaan Aviendha en Birgitte de Duistervriend, Jaichim Carridin, bewaken. Mart heeft hem ontdekt en weet dat zijn aanwezigheid gevaar betekent. Uiteindelijk blijkt dan de Kinsvrouwen de Schaal in handen hebben. Op de voorraadplaats komt het nog tot een gevecht met de Duistervrienden die ook achter de schaal aanzitten, maar uiteindelijk krijgen Elayne en de anderen de Schaal toch in bezit.